# Stadio di Alessandria

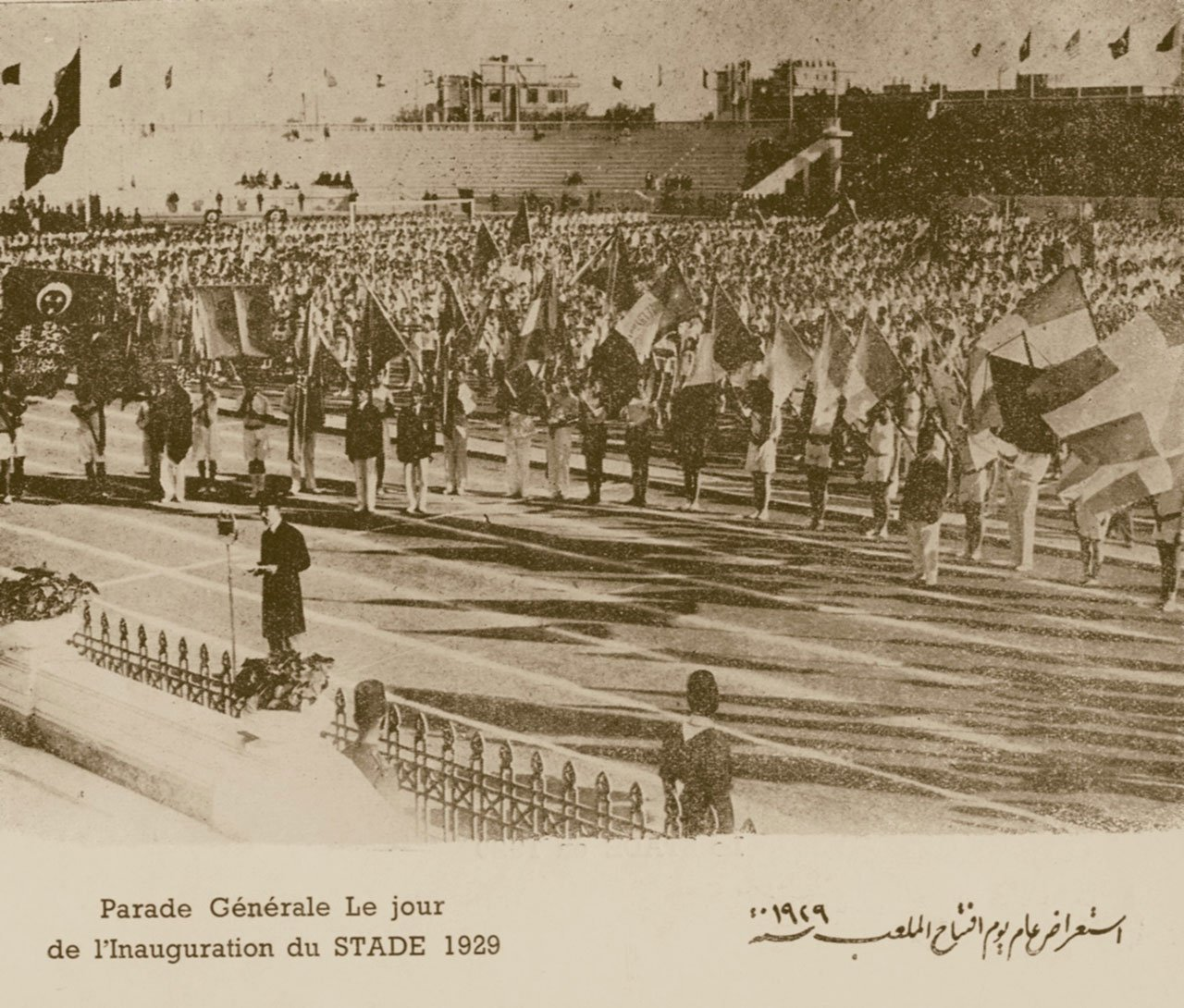
Lo stadio di Alessandria durante la cerimonia di inaugurazione del 1929.

Lo stadio di Alessandria (arabo: إستاد الإسكندرية) è uno stadio di calcio di Alessandria d'Egitto costruito nel 1929, il più antico d'Egitto; che può contenere fino a 20.000 spettatori.
Nel 1951 ha ospitato le cerimonie di apertura e chiusura e le gare di ginnastica artistica dei I Giochi del Mediterraneo.
Nel 2006 è stato utilizzato per la Coppa delle nazioni africane. Lo stadio, 
Nel 2009 ha ospitato cinque partite del Girone F ed un ottavo di finale del campionato mondiale di calcio Under-20 2009.
È stato anche uno dei sei stati che ha ospitato la Coppa d'Africa 2019.